# Aksjomat indukcji
Aksjomat indukcji – aksjomat, a właściwie nieskończony przeliczalny zbiór aksjomatów pierwszego rzędu, pozalogicznych rozważany zwłaszcza w teorii arytmetyki liczb naturalnych. Jest on formalizacją zasady indukcji matematycznej.
Jego treść przedstawia się następująco:
{\displaystyle (T(1)\wedge \forall n:T(n)\Rightarrow T(n+1))\Rightarrow \forall n:T(n),}
gdzie {\displaystyle \forall n} oznacza: „dla każdego n” ⇒, to wynikanie (implikacja) {\displaystyle \wedge } oznacza „i”. Tak wyrażony aksjomat indukcji nie spełnia jednak założeń rozlicznych podejść, a w tym np. analizy Gödla niesprzeczności teorii matematycznych w szczególności arytmetyki. Problemem jest zupełna nieobliczalność relacji użytych do konstrukcji powyższego zdania: kwantyfikator ogólny „dla każdego n” nie da się bowiem zapisać jako funkcja obliczalna. Ponadto zdanie powyższe jest zdaniem drugiego rzędu z uwagi na użycie kwantyfikatora, co sprawia, że operuje ono obiektami niezdefiniowanymi w teorii (zbiorem liczb naturalnych n, z którego mamy wybierać wartości: nie można go skonstruować, zanim nie ustalimy listy aksjomatów i nie udowodnimy ich niesprzeczności).
Równoważnie aksjomat indukcji można zapisać jako koniunkcję zbioru aksjomatów w następującej postaci:
{\displaystyle T(1)\wedge (T(1)\Rightarrow T(2))\Rightarrow T(2)\wedge \ldots \wedge \ldots ,}
w której to notacji nie został użyty nieograniczony, a więc nieobliczalny (nierekurencyjny) kwantyfikator ogólny, wszystkie zdania są zaś pierwszego rzędu (wyrażają prawdy o zdefiniowanych wcześniej pojęciach pierwotnych arytmetyki, nie używając kwantyfikatora ogólnego). Uzyskujemy w ten sposób formalną poprawność sformułowania aksjomatu.
Aksjomaty indukcji są ważnym elementem teorii arytmetyki.
Znane są przykłady twierdzeń, w których chociaż znamy dowody twierdzenia {\displaystyle T(n)} dla każdego {\displaystyle n,} to twierdzenie {\displaystyle T(n)} nie może być dowiedzione w ramach arytmetyki liczb naturalnych (jest niedowiedlne), gdyż każdy z tych dowodów jest prowadzony za pomocą innych narzędzi i nie da się ich sprowadzić do kroku indukcyjnego (a więc rozumowania wykazującego {\displaystyle T(n)\Rightarrow T(n+1)}), zapisanego za pomocą języka arytmetyki i obejmującego wszystkie możliwe wartości {\displaystyle n} (dla każdego n pojawia się pewien nowy element niewystępujący dla innych {\displaystyle n}).